# Осетинская лира
«Осети́нская ли́ра» (осет. Ирон фӕндыр) — сборник стихотворений основоположника осетинской литературы Коста Хетагурова, вышедший 14 мая [26 мая] 1899 во Владикавказе. Сборник стал одной из первых публикаций художественных произведений на осетинском языке, автору удалось выработать на основе народного языка новую литературную форму, отразить жизнь современных ему горцев-осетин. Произведения из сборника переведены на многие языки, входят в школьную программу курса осетинской литературы.

## История создания
Стихотворения, вошедшие в сборник, датируются периодом с 1885 года («Взгляни») до 1900 года («Новогодняя песня»). Писались они в разное время и по различным поводам. В Осетии в ту пору не было периодической печати на осетинском языке и не было возможности публиковать стихотворения. Стихи расходились в списках, некоторые становились народными песнями, некоторые детские стихотворения попадали в школьные учебники. Со временем у автора возник замысел издания отдельной книги.
Беловой автограф сборника «Ирон фæндыр» («Осетинская лира») — альбом на 55 листах. В альбом вошло пятьдесят стихотворений, написанных на осетинском языке, и одно — «Завещание» — на русском. На первой странице рукописи сделана надпись: «Ірон фӕндѵр. Зӕрдӕјѵ саҕӕстӕ, зарджытӕ, кадджытӕ ӕмӕ ӕмбісӕндтӕ. Ӄоста. Qӕрмѵдон. 1898 аз. 3 сент.» («Осетинская лира. Думы сердца, песни, поэмы и басни. Коста. Кармадон. 1898 год. 3 сент.»).

## Издания
Беловой автограф «Осетинской лиры» датируется 1898 годом. В эту рукопись Коста включил пятьдесят своих стихотворений, песен, небольших поэм и басен на осетинском языке. В сборник были включены также переводы и переложения с русского.
В 1898 году Коста передал рукописи в двух тетрадях издателю Георгию Баеву. Тетради были направлены Тифлис, в Кавказский цензурный комитет. Цензором сборника стал Христофор (Пора) Джиоев. Разрешение на печатание сборника было получено в ноябре 1898 г. Сборник «Осетинская лира. Думы сердца, песни, поэмы и басни» вышел из печати в июне (в мае по старому стилю) 1899 года во Владикавказе, в типографии Зиновия Шувалова. В сборник вошли 50 стихотворений. Первое издание демонстрируется в Доме-музее Коста Хетагурова во Владикавказе.
По цензурным условиям в первое издание «Осетинской лиры» не вошли стихотворения «Спой!», «Солдат», «Горе», «Тревога» и вольный перевод пушкинского «Ворон к ворону летит». Во втором (Владикавказ, 1907) и последующих изданиях «Осетинской лиры» появились новые стихи Коста, написанные им после 3 сентября 1898 г.
Второе издание «Осетинской лиры», приуроченное к десятилетию первого издания, вышло во Владикавказе в 1909 году, спустя три года после смерти Коста Хетагурова. В 1911 году там же вышло и третье издание сборника в типографии Петра Корнеевича Григорьева, находившейся в здании Общества взаимного кредита. В 1922 году Гаппо Баев, эмигрировавший в Германию, издал в Берлине сборник «Осетинская лира». Это было четвёртое издание.

## Список стихотворений Коста Хетагурова написанных на осетинском языке

### Стихотворения входящие в беловой автограф «Ирон фӕндыр»
Стихотворения приводятся в порядке, определённом в беловом автографе осет. «Ирон фӕндыр», 1898.
| Первая публикация                           | Название на осетинском     | Перевод названия на русском | Примечания. Автор перевода, включенного в Полное собрание сочинений, Владикавказ, 1999 |
| ------------------------------------------- | -------------------------- | --------------------------- | --- |
| «Ирон фæндыр», Владикавказ, 1899            | осет. Ныстуан              | Завещание                   | Предположительно датируется 1896—97 годами. Перевел П. Панченко |
| «Ирон фæндыр», Владикавказ, 1899            | осет. Сагъæс               | Дума                        | |
| «Ирон фæндыр», Владикавказ, 1899            | осет. Ныфс                 | Надежда                     | Перевел Б. Иринин |
| «Ирон фæндыр», Владикавказ, 1899            | осет. Æй, джиди!           | Если бы…                    | Перевел Б. Авсарагов |
| «Ирон фæндыр», Дзауджикау, 1909             | осет. Азар!                | Спой!                       | В «Ирон фæндыр» 1899 стихотворение не было пропущено цензурой. Перевел Б. Авсарагов |
| «Ирон фæндыр», Владикавказ, 1899            | осет. Фесæф!               | Пропади!                    | Перевел П. Панченко |
| «Ирон фæндыр», Владикавказ, 1899            | осет. Зонын                | Знаю                        | Перевел М. Исаковский |
| «Ирон фæндыр», Владикавказ, 1899            | осет. Тæхуды               | Желание                     | Перевел Б. Иринин |
| «Ирон фæндыр», Владикавказ, 1899            | осет. Хæрзбон!             | Прощай!                     | |
| «Ирон фæндыр», Владикавказ, 1899            | осет. Мæгуыры зарæг        | Песня бедняка               | Перевел Б. Авсарагов |
| «Ирон фæндыр», Владикавказ, 1899            | осет. Мæгуыры зæрдæ        | Сердце бедняка              | Перевел Б. Брик |
| «Ирон фæндыр», Владикавказ, 1899            | осет. А-лол-лай!           | А-лол-лай!                  | Перевел С. Олендер |
| «Ирон фæндыр», Владикавказ, 1899            | осет. Марды уæлхъус        | У гроба                     | Стихотворение датируется 2 марта 1891 г. Перевел М. Исаковский |
| «Ирон фæндыр», Владикавказ, 1899            | осет. Ракæс!               | Взгляни!                    | Датируется предположительно 1885 годом. 16—18 стихи в первом издании были исключены цензурой. Эти стихи были восстановлены в издании «Ирон фæндыр» 1936 г. Перевел П. Панченко                            |
| «Ирон фæндыр», Владикавказ, 1899            | осет. Æнæ хай              | В разлуке                   | Датируется предположительно 1891 годом. Перевел П. Панченко |
| «Ирон фæндыр», Владикавказ, 1899            | осет. Æнæ фыййау           | Без пастуха                 | Перевел Б. Серебряков |
| Газета «Ног цард», № 49, 2 сентября 1907 г. | осет. Салдат               | Солдат                      | Стихотворение датируется 1886 годом. В первое издание «Ирон фæндыр» стихотворение не вошло по цензурным условиям. Перевел С. Олендер                                                                      |
| Газета «Ног цард», № 14, 29 апреля 1907 г.  | осет. Додой                | Горе                        | Стихотворение датируется 1886 годом. В. Н. Цаллагов определяет дату написания между 1888 и 1890 В дореволюционные издания «Ирон фæндыр» стихотворение не входило по цензурным условиям. Перевел Б. Иринин |
| «Ирон газет», № 1, 23 июля 1906 г.          | осет. Катай                | Тревога                     | В первое издание «Ирон фæндыр» стихотворение не вошло по цензурным условиям. Перевел Б. Иринин |
| «Ирон фæндыр», Владикавказ, 1899            | осет. Сидзæргæс            | Мать сирот                  | Перевел Б. Иринин |
| «Ирон фæндыр», Владикавказ, 1899            | осет. Хъуыбады             | Кубады                      | Датируется предположительно 1889 годом. Перевел П. Панченко |
| «Ирон фæндыр», Владикавказ, 1899            | осет. Чи дæ?               | Кто ты?                     | Перевел А. Озеров |
| «Ирон фæндыр», Владикавказ, 1899            | осет. Всати                | Всати                       | Датируется предположительно 1889 годом. Перевел А. Шпирт |
| «Ирон фæндыр», Владикавказ, 1899            | осет. Уæлмæрдты            | На кладбище                 | Перевел Н. Заболоцкий |
| «Ирон фæндыр», Владикавказ, 1899            | осет. Æрра фыййау          | Безумный пастух             | Перевел С. Липкин |
| «Ирон фæндыр», Владикавказ, 1899            | осет. Булкъ æмæ мыд        | Редька и мед                | Перевел А. Шпирт |
| «Ирон фæндыр», Владикавказ, 1899            | осет. Халон æмæ рувас      | Ворона и лисица             | Перевел С. Олендер |
| «Ирон фæндыр», Владикавказ, 1899            | осет. Бирæгъ æмæ хърихъупп | Волк и журавль.             | Перевел С. Олендер |
| «Ирон фæндыр», Владикавказ, 1899            | осет. Хъазтæ               | Гуси                        | Перевел С. Олендер |
| «Ирон фæндыр», Владикавказ, 1899            | осет. Саг æмæ уызын        | Олень и еж                  | Перевел А. Шпирт |
| «Ирон фæндыр», Владикавказ, 1899            | осет. Марходарæг           | Постник                     | Перевел П. Панченко |
| «Ирон фæндыр», Владикавказ, 1899            | осет. Ахуыр                | Привычка                    | Перевел Б. Брик |
| «Ирон фæндыр», Владикавказ, 1899            | осет. Рувас æмæ зыгъарæг   | Лиса и барсук               | Перевел С. Олендер |
| «Ирон фæндыр», Владикавказ, 1899            | осет. Лæг æви ус?          | Мужчина или женщина?        | Перевел Д. Кедрин |
| «Ирон фæндыр», Владикавказ, 1899            | осет. Лæскъдзæрæн          | В пастухах                  | Перевел Б. Иринин |
| «Ирон фæндыр», Владикавказ, 1899            | осет. Гино                 | Киска                       | Перевел А. Шпирт |
| «Ирон фæндыр», Владикавказ, 1899            | осет. Скъолайы лæппу       | Школьник                    | Перевел А. Шпирт |
| «Ирон фæндыр», Владикавказ, 1899            | осет. Фыдуаг               | Шалун                       | Перевел А. Озеров |
| «Ирон фæндыр», Владикавказ, 1899            | осет. Кæмæн цы...          | Кому что                    | Перевел К. Ушаков |
| «Ирон фæндыр», Владикавказ, 1899            | осет. Уасæг                | Петушок                     | |
| «Ирон фæндыр», Владикавказ, 1899            | осет. Лæгау                | Будь мужчиной               | Перевел А. Шпирт |
| «Ирон фæндыр», Владикавказ, 1899            | осет. Дзывылдар            | Синица                      | Перевел А. Озеров |
| «Ирон фæндыр», Владикавказ, 1899            | осет. Зæрватыкк            | Ласточка                    | Перевел Б. Авсарагов |
| «Ирон фæндыр», Владикавказ, 1899            | осет. Цъиу æмæ сывæллæттæ  | Пойманная птичка            | |
| «Ирон фæндыр», Владикавказ, 1899            | осет. Уалдзæг              | Весна                       | Перевел Б. Авсарагов |
| «Ирон фæндыр», Владикавказ, 1899            | осет. Сæрд                 | Лето                        | Перевел Б. Авсарагов |
| «Ирон фæндыр», Владикавказ, 1899            | осет. Фæззæг               | Осень                       | Перевел Б. Авсарагов |
| «Ирон фæндыр», Владикавказ, 1899            | осет. Зымæг                | Зима                        | Перевел Б. Авсарагов |
| «Ирон фæндыр», Владикавказ, 1899            | осет. Сæрдыгон къæвда      | Летний дождь                | |
| «Ирон фæндыр», Владикавказ, 1911            | осет. Дыууæ халоны         | «Ворон к ворону летит»      | В первое издание «Ирон фæндыр» не вошло по цензурным условиям |

### Разные стихотворения
Произведения, написанные на осетинском языке и не вошедшие в беловой автограф "осет. «Ирон фӕндыр». Стихотворения включались в издания Осетинской лиры в 1909, 1911, 1938 гг.
| Первая публикация                     | Название на осетинском                   | Перевод названия на русском         | Примечания. Автор перевода, включенного в Полное собрание сочинений, Владикавказ, 1999                  |
| ------------------------------------- | ---------------------------------------- | ----------------------------------- | --- |
| «Ирон газет», № 5, 6 августа 1906 г., | осет. Рагон нæртон лæгау зарын куы зонин | Если б запеть мне, как нарту, умело | Опубликовано в «Ирон фæндыр», Дзауджикау, 1909. Перевел А Озеров .                                      |
| «Ирон фæндыр», Владикавказ, 1911      | осет. Салам                              | Привет                              | Перевел А. Озеров                                                                                       |
| «Ирон газет», 1906 г., № 1, 23 июля.  | осет. Балцы зарæг                        | Походная песня                      | Опубликовано в «Ирон фæндыр», Владикавказ, 1911. Датируется 1885 годом. Перевел С Олендер.              |
| «Ирон газет», № 3, 30 июля 1906 г.    | осет. Æхсины Лæг                         | Прислужник                          | Датируется стихотворение 1899 годом. Опубликовано в «Ирон фæндыр», Дзауджикау, 1909. Перевел Н. Тихонов |
| «Ирон фæндыр», Дзауджикау, 1909       | осет. Уайдзæф                            | Упрек                               | Датируется 1899 годом. Перевел С. Олендер                                                               |
| «Ирон фæндыр», Дзауджикау, 1909       | осет. Усгур лæппуйы мæт                  | Дума жениха                         | Перевел А. Озеров                                                                                       |
| «Ирон фæндыр», Дзауджикау, 1909       | осет. Усгур лæппуйы хъынцъым             | Тоска влюбленного                   | Перевел П. Панченко                                                                                     |
| «Ирон фæндыр», Дзауджикау, 1909       | осет. Циу?..                             | Что это?..                          | Датируется 1899 годом. Перевел Б. Олендер                                                               |
| «Ирон фæндыр», Дзауджикау, 1909       | осет. Нæуæгбон æхсæвы                    | В новогоднюю ночь                   | Датируется 1899 годом. Перевел А. Озеров                                                                |
| «Ирон фæндыр», Орджоникидзе, 1938     | осет. Нæуæгбонты зарæг                   | Новогодняя песня                    | Датируется 1900 годом. Перевел П. Панченко                                                              |

### Из ранних стихотворений Коста Хетагурова
| Первая публикация                 | Название на осетинском | Перевод названия на русском | Примечания. Автор перевода, включенного в Полное собрание сочинений, Владикавказ, 1999          |
| --------------------------------- | ---------------------- | --------------------------- | ----------------------------------------------------------------------------------------------- |
| «Мах дуг», 1935 г., № 3—4;        | осет. Нæуæгбон         | Новый год                   | Из ранних стихотворений Хетагурова. Датируется предположительно 1873—74 гг. Перевел А. Корчагин |
| «Мах дуг», 1935 г., № 3—4,        | осет. Мой æмæ ус       | Муж и жена                  | Стихотворение написано в годы пребывания Хетагурова в гимназии. Перевел А. Корчагин             |
| «Ирон фæндыр», Орджоникидзе, 1984 | осет. «Аргъау уа...»   | «Сказка ли…»                | Из ранних стихотворений Хетагурова                                                              |
| «Ирон фæндыр», Орджоникидзе, 1984 | осет. Мыст æмæ тæрхъус | Мышь и заяц                 | Из ранних стихотворений Хетагурова                                                              |

## Переводы
Вошедшие в сборник стихотворные произведения переводились на русский язык Е. Благининой, А. Ахматовой, Л. Озеровым, Н. Заболоцким, Б. Бриком, М. Исаковским, Б. Ирининым, П. Панченко, А. Шпиртом, Б. Авсараговым и др.
Выполнялись переводы стихотворений сборника «Осетинской лиры» на языки народов СССР (грузинский, армянский, белорусский, украинский, таджикский, аварский, балкарский, калмыцкий, татарский, чеченский, чувашский, эстонский и др. языки). Перевод «Осетинской лиры» также осуществлен на болгарский (1983), французский язык (2016) и английский языки (переводчики — У. Мэй, Э. Т. Гутиева и Е. В. Карсанова).
Стихотворения «Безумный пастух», «Песня бедняка», «Без пастуха», «Кубады», «Мать сирот» переведены на словацкий, чешский, тамильский, польский языки, на язык хинди. Сделана попытка перевода «Осетинской лиры» на итальянский язык

### Собрания сочинений
- Хетагуров, Коста. Полное собрание сочинений. В 3-х т. — Москва ; Ленинград: Изд-во Акад. наук, 1939.
- Хетагуров, Коста. Собрание сочинений. В 3-х т. — Дзауджикау: Госиздат Сев.-Осет. АССР, 1951.
- Хетагуров, Коста. Собрание сочинений. В 5-ти т. — М.: Изд-во Акад. наук СССР, 1959—1961.
- Хетагуров, Коста. Собрание сочинений. В 3-х т. — М.: Худож. лит., 1974.
- Коста (Хетагуров). Полное собрание сочинений. В 5-ти т. / Джикаев Ш. Ф. — Владикавказ: РИПП им. В. А. Гассиева, 1999—2001.
- Коста (Хетагуров). Полное собрание сочинений / Гутиев К. Ц.. — М.: Менеджер, 1999.